# A Misunderstood Boy
A Misunderstood Boy er en amerikansk stumfilm fra 1913 af D. W. Griffith.

## Medvirkende
- Lionel Barrymore
- Kate Bruce
- Lillian Gish
- Robert Harron